# Cum On Feel the Noize
«Cum On Feel the Noize» (en español, Ven, a sentir el ambiente) es una canción de rock originalmente lanzada por Slade en 1973.
Escrita por Jim Lea y Noddy Holder y producida por Chas Chandler, "Cum On Feel The Noize" fue el cuarto sencillo número 1 de Slade solo en el Reino Unido y el primero en entrar directamente en el número uno. Como sencillo de Slade, siguió a "Gudbuy T 'Jane", un hit #2 en el Reino Unido.

## Antecedentes
"Cum On Feel the Noize" ingresó en el número uno de los rankings del Reino Unido e Irlanda del Norte, lo cual fue una hazaña poco común en ese momento, siendo la primera ocasión que esto sucedía desde que los Beatles lo consiguieran con "Get Back" en 1969.  La canción llegó a pasar cuatro semanas en la cima de la tabla en marzo de 1973.  Conforme solía pasar con los lanzamientos de Slade en esa época, no le fue tan bien en los EE. UU., donde solo llegaría a su tope en el #98 del Billboard Hot 100.
Según la autobiografía de Noddy Holder, el sencillo contaba con medio millón de reservas en los días previos al lanzamiento. Lo cierto es que luego de este, vendió 500 000 copias en tan solo tres semanas. Como resultado, la prensa de acetato estuvo completamente agotada por unos pocos días. En diciembre de 1983, una reedición de la canción fue lanzada en el Reino Unido por Polydor en discos de vinilo de 7" y 12", debido al éxito de la versión de Quiet Riot.  El sencillo alcanzó el puesto #98 por un total de dos semanas en el Reino Unido.  El sencillo de 7" tuvo como cara B los dos hits de Slade de 1972 "Take Me Bak 'Ome" y "Gudbuy T'Jane", mientras que la versión de vinilo de 12" añadió el éxito "Coz I Luv You" a los tres anteriores.
Esta fue la primera pista de Slade en la que la banda trató de recrear y escribir sobre el ambiente de sus conciertos. Originalmente la canción se titulaba "Cum On Hear the Noize", pero Holder revisó el título cuando recordó "cómo había sentido el ruido de la multitud golpeando en mi pecho", aunque otras fuentes indican que fue Jim Lea quien sugirió cambiar las palabras. La introducción de Holder diciendo "Baby, Baby, Baby" fue en realidad solo una prueba de micrófono.  La canción en realidad inspiró a la banda de rock de Nueva York Kiss a escribir y componer su popular himno de rock "Rock and Roll All Nite".
En una entrevista concedida en diciembre de 1984 a Record Mirror, la revista probó la memoria de Lea pidiéndole que recordara la historia detrás de determinados éxitos. Para Mama Weer All Crazee/Cum On Feel The Noize, Lea dijo "Yo estaba en un concierto de Chuck Berry en el 72 y todo el mundo estaba cantando sus canciones. Siguió parando y dejando que la gente cantara, y no fueron solo unas pocas personas, era todo el mundo. Pensé que era increíble y pensé -¿por qué no escribir a la multitud en las canciones así que, por supuesto, la siguiente fue Take Me Bak 'Ome y después Gudbuy T'Jane, pero entonces sacamos Mama Weer All Crazee Now y Cum On Feel The Noize y todos los cantos fueron escritos en las canciones".
A principios de 1986 en una entrevista para la revista del club de fanes de Slade, el guitarrista Dave Hill habló de la letra de la canción: "la canción se basa en el público y las cosas que nos estaban sucediendo. Eran solo experiencias. Obviamente, cuando estás de gira, escribes acerca de estar de gira, escribes sobre lo que está pasando".
En una entrevista a finales de 2006 con la revista Classic Rock, a Holder se le preguntó por algunos temas que han "sacudido su mundo a través de los años". Holder incluyó Cum On Feel the Noize, afirmando: "pensé que Oasis había hecho una gran versión de ella.  Cuando salió me invitaron a ir a verlos tocar cuando ellos hicieron su concierto local en Mánchester. Fui al show, e hicieron su encore con Cum On Feel the Noize.  Era un gran vuelo para mí ver a 40 000 chicos, de una nueva generación, volviéndose locos con un tema que yo había escrito 20 años antes.  Es probablemente nuestra canción más versionada en todo el mundo.  Probablemente la más inusual fue la del Cliff Richard japonés, que lo hizo en japonés.  Pero la versión más vendida fue la de Quiet Riot, quienes la llevaron al Nº 5 en los Estados Unidos 10 años después de que nosotros la hicimos.  Y en el lomo de aquella pista el álbum Metal Health de Quiet Riot vendió seis millones de copias".

## Formatos
7" sencillo
1. "Cum On Feel the Noize" - 4:24
2. "I'm Mee, I'm Now, An' That's Orl" - 3:41

7" sencillo (1983 re-edición)
1. "Cum On Feel the Noize" - 4:24
2. "Take Me Bak 'Ome"- 3:13
3. "Gudbuy T 'Jane"- 3:31

## Recepción y crítica
Tras su lanzamiento, la revista Disco escribió: "Con un grito de "Baby, baby, baby" estamos ante otro Slade-arriba que no suena radicalmente diferente como otros críticos han insistido en afirmar. Slade hace este pop/rock contundente mejor que nadie y es interesante observar cómo otras empresas están buscando desesperadamente un Slade propio. Tal vez haya una melodía más obvia, pero Slade siempre incluye un poco de melodía de todos modos y ahí radica su éxito, y hay un coro de canto de fútbol que te va a agarrar. De lo contrario, es más o menos la receta del éxito de antes. Slade en realidad puede tocar y Chas Chandler ha hecho maravillas con ellos. Que florezcan largamente todos ellos."
La revista NME escribió: "Sin lugar a dudas Slade: un emocionante, estridente, roquero, que imita a sus predecesores con un sonido instantáneamente reconocible.  Ya sé que suena a viejo cuento, pero Slade consigue que el oyente quiera girar mientras que otros grupos no pueden sino soñar con una reacción. Esta es una composición Lea/Holder con Noddy llevando adelante una descarada, potente vocalización y una audiencia acentuando el coro. Definitivamente un número uno."
En la revista de septiembre-diciembre de 1986 del Slade fan club, fueron anunciados los resultados de la encuesta de 1986 basada en el material de Slade. Para el mejor sencillo de la década de 1970, Cum On Feel The Noize fue colocado en la posición #1.
En un temprano número de 1999 de la revista Q, una encuesta nombraba los 100 primeros singles de todos los tiempos. Se añadió Cum On Feel The Noize en el #96. El texto escribió: "En 1973, Slade -los Oasis de los 70- estaban en carrera, y Cum On Feel The Noize fue su cuarto número uno el 10 de marzo. Más que cualquiera de sus singles anteriores, este parecía encapsular a la banda en su espíritu fiestero y descaro de Wolverhampton ("Así que crees que mi canto está fuera de tiempo? / Bueno, me da dinero"). Una interpretación clásica del garganta de lija Noddy Holder, el mejor aullador primitivo del rock 'n' roll después de Lennon. Mejor si se toca muy, muy alto".  Se añadió algo de información extra: "Mejor parte: (0:01) Holder gritando “Baby baby baaaybaah”. Todavía garantizado para inundar la pista de baile.  Dónde conseguirlo ahora: Wall of Hits, Polydor. Usted dijo: “Mi primer sencillo, y todavía me siento joven”. M. Maguire, West Paisley".
En una temprana edición de 2005 de la revista Q, un sondeo fue publicado titulado 'Las 100 Mayores Pistas de Guitarra de Todos los Tiempos'.  Cum On Feel The Noize apareció en el #62, y el artículo decía "Disponible: Sladest (Polydor, 1973). Escrito para celebrar la sensación de ser la banda más grande de Gran Bretaña, producido para sonar como un directo en una pared-de-ruido y golpea-con-nosotros. Solo: (0:03, 2:16) Dos fanfarrias resonantes, pre Sonic Youth".
A principios de 2010, la revista Classic Rock presentó a Slade como parte de su 'The Hard Stuff Buyers Guide' (Los duros - Guía del Comprador), donde la revista analiza numerosos álbumes de Slade. Como parte de este artículo, incluye una "lista esencial" de 14 canciones de Slade, entre las que está Cum On Feel The Noize.
Dave Thompson, de Allmusic, describió la canción como "un rugido ensordecedor en el molde clásico de Slade".

## Posiciones
| Listas (1973)                                  | Posición | Semanas totales |
| ---------------------------------------------- | -------- | --------------- |
| ARIA Singles Chart de Australia                | 18       | 12              |
| Singles Chart de Austria                       | 10       | 12              |
| Singles Chart de Bélgica                       | 6        | 9               |
| Singles Chart de Holanda                       | 6        | 6               |
| Singles Chart de Francia[cita requerida]       | 2        | 3               |
| Singles Chart de Alemania                      | 8        | 17              |
| Singles Chart Irlanda                          | 1        | 8               |
| Singles Chart de Nueva Zelanda[cita requerida] | 21       |                 |
| Singles Chart de Suiza                         | 4        | 6               |
| Singles Chart de Reino Unido                   | 1        | 12              |
| U.S. Billboard Hot 100                         | 98       | 2               |

| Listas (1983)                | Posición | Semanas totales |
| ---------------------------- | -------- | --------------- |
| Singles Chart de Reino Unido | 98       | 2               |

## Personal
- Noddy Holder: Voz y guitarra rítmica
- Jim Lea: Bajo y coros
- Dave Hill: Guitarra y coros
- Don Powell: Batería

## Versión de Quiet Riot
La canción fue revivida en 1983 por la banda de heavy metal Quiet Riot, que también hizo un cover de la canción "Mama Weer All Crazee Now" de Slade. La versión de "Cum On Feel the Noize", de Quiet Riot llegó a su pico como número cinco en el Billboard Hot 100 el 19 de noviembre de 1983.  Eso ayudó a hacer que el álbum Metal Health de Quiet Riot fuera un éxito número uno. El éxito de la canción llamó la atención en todo Estados Unidos hacia la escena del metal de Los Ángeles en los años 80. También ayudó a Slade a romper tardíamente en los EE. UU.. La canción fue certificada con un disco de oro por la RIAA. Esta versión de "Cum On Feel the Noize" se clasificó en el #80 en "100 Greatest One-Hit Wonders" (Las 100 mayores "Maravillas de un solo éxito") de VH1 en 2002, aunque la canción no fue el único éxito de Quiet Riot en el Top 40 y por lo tanto no era una verdadera maravilla-de-un-solo-éxito. En el 2009, fue nombrado en el #41 de las VH1 Greatest Hard Rock Songs (Mayores Canciones de Hard Rock) de VH1.
Originalmente, Kevin DuBrow y Frankie Banali estaban empeñados en no hacer el cover de la canción, ya que afirmaban que la odiaban. En su lugar, decidieron tratar de tocar la canción tan mal como pudieron, para que la discográfica se negara a su lanzamiento.
En una entrevista de diciembre de 1983 por la revista Kerrang, Holder habló de la versión de Quiet Riot. "Slade supo por primera vez acerca de Quiet Riot cuando se acercaron a nuestra editorial para obtener permiso para hacer "Cum On Feel the Noize". Nos pusimos de acuerdo, sin creer nunca que algo como esto iba a pasar. De hecho, la grabación estuvo fuera durante algún tiempo en los Estados Unidos antes de convertirse en un gran éxito, ¿no? Lo realmente bueno de todo este asunto es que demuestra lo fuertes que son nuestras canciones. ¡Después de todo, "Cum On Feel The Noize" tiene ya diez años, así que obviamente ha resistido la prueba del tiempo bastante bien! De hecho hemos sido abordados en el pasado reciente por gente que quiere que actualicemos uno de nuestros clásicos. Pero ni siquiera ver lo que una banda como Quiet Riot ha hecho tan exitosamente con la tecnología moderna de estudio con una melodía vieja de Slade nos ha convencido de que valga la pena hacerlo. Había una espontaneidad y electricidad acerca de los temas cuando los hicimos que nunca podrían ser recuperadas ahora. Simplemente no sería la misma sensación, así que no importa cuánto dinero se ofrezca, no vamos a prostituir nuestro propio patrimonio".
En una entrevista de diciembre de 1983 por la revista Record Mirror, Lea dijo "Quiet Riot nos llamó por teléfono preguntando si podía usar la canción. Era un poco descarado realmente porque ya la habían grabado. Creo que han hecho una muy buena versión y la canción es un clásico". A Lea se le preguntó si sabía cuánto iba a ganar por los derechos de autor, y respondió: "Digamos que suficiente para comprar algunos regalos de Navidad muy agradables. Debido al éxito de la canción en Estados Unidos, también tenemos cinco grandes compañías discográficas tratando cada una de superar la oferta de la otra y firmar con nosotros un acuerdo importante. Hemos recibido ofertas ridículas por teléfono. Les damos cinco Rolls Royce si vienen con nosotros, ese tipo de cosas".
En una entrevista de Ludwig Drums con el baterista de Quiet Riot, Frankie Banali, Ludwig preguntó: "Se ha dicho que a Slade le gustó la versión de Quiet Riot de "Cum On Feel the Noize" más que la original. ¿Es esto cierto?". Respondió Banali: "Si eso es verdad, ¡nunca nos dijeron! Creo que estaban un poco resentidos por el éxito con su canción. Tuvieron un éxito en otros territorios, pero no en los Estados Unidos y más tarde nuestra versión eclipsó la suya en todo el mundo. Un verdadero éxito en los Estados Unidos siempre parecía eludir a Slade, así que el hecho de que Quiet Riot haya tenido un gran éxito con "Cum On Feel the Noize" fue agridulce para ellos. Cuando Quiet Riot tocó en el Hammersmith Odeon de Londres abriendo a Judas Priest en 1983, se les ofreció una invitación completa con un servicio de limusina para asistir al espectáculo, pero nunca respondieron. Más tarde, estaba de compras en el mercado de Kensington y me encontré con Jimmy Lea (bajista de Slade), quien coescribió la canción. Yo quería darle la mano y agradecerle por haber escrito una gran canción. Me miró a la cara y se fue ¡dejándome sin nada en la mano sino aire! Yo veo la situación así: Quiet Riot recibió una gran cantidad de éxito con ayuda de esa canción, y Slade recibió una gran cantidad de dinero por las molestias. ¡Bastante justo!".

## Otras versiones
- En 1974 el LP Million Copy Hit Songs Made Famous By Slade de Vandyke Brown contenía "Cum On Feel the Noize", entre otras versiones de temas de Slade.
- "Cum On Feel the Noize" fue versionada por Misako Honjō, un artista japonés, en su primer álbum Messiah's Blessing (1982). La instrumentación y arreglos de esta versión fueron realizados por la banda japonesa de heavy metal, Loudness.
- La canción también fue versionada en 1983 por el grupo del movimiento oi!, One Way System, lanzándose como sencillo junto con el tema propio Breakin' In; se incluyó en 1996 en la reedición del acetato Writing on the Wall y entre los bonus tracks de la edición en CD del mismo LP (1994).
- La banda The Crack lanzó una versión en 1993 en el álbum In Search of... The Crack.
- La canción fue versionada posteriormente por Oasis en 1996 como cara B de su sencillo "Don't Look Back in Anger".
- The Glitterband grabó una versión en 1996, dentro del CD Wham Bam Thank You Glam, homenaje al glam que reunió varios intérpretes.
- La banda Stizzle lanzó una versión en 1997, en el álbum Two Weeks Too Late.
- La canción fue versionada por el grupo de Montreal, Bran Van 3000, en su álbum debut de 1997 Glee, y apareció en un comercial de la goma de mascar canadiense Excel.
- La banda galesa The Oppressed sacó una versión y grabada en More Noize for the Boys en 1998.
- En el año 2000 tanto Kiss My Jazz como Children of the Revolution grabaron una versión.
- The Recliners y The Squeaks lanzaron cada uno su versión en el 2003.
- Wingnut Dishwashers Union hizo un cover de la canción en su álbum de 2007 Towards a World Without Dishwashers!.
- J Dilla, un productor de hip-hop utilizó una muestra del hijo de Neil Innes, Miles, cantando esta canción en la pista "Wild" de la reedición de 2007 del EP Ruff Draft.
  - Kid Cudi más tarde utiliza este sample en la canción "Cudi Get" de su mixtape A Kid Named Cudi en 2008.
- The 4 Skins versionó la canción junto con "Thanks for the Memories" en su EP del 2008.
- Mooi Wark, una banda de rock holandesa que canta en neerlandés, versionó la canción y la tituló "Kom op moak een vuust" en su álbum de 2008, Bok 'm d'r op!.
- En 2008 otra banda holandesa llamada Discipline grabó una versión para su álbum Old Pride, New Glory.
- Aunque no es realmente un cover, Devin Townsend reinventó el tema en 2009, con la canción acústica "Quiet Riot" en su álbum Ki.
- The Imagined Village versionó la canción en su álbum de 2010, Empire & Love.
- La banda canadiense de ukelele, Lucky Uke, versionó la canción en su álbum homónimo de 2010, que también contó con otros estándares del rock como The Spirit of Radio y The Number of the Beast de Iron Maiden.
- En 2010 el exmiembro de Generation X, Derwood Andrews, grabó una versión para su álbum Cover Yer Arse.
- En 2011 la banda alemana de power metal, Edguy, grabó una versión que salió como bonus track en el disco 2 de la edición limitada de su álbum Age Of The Joker.
- Derek Nicoletto lanzó su versión en su álbum debut Kind Ghosts de 2011.
- También en 2011, People on Vacation comenzó a versionar la canción en sets acústicos íntimos.

### En otros medios
- La canción fue interpretada por Jack Doolan en la película de 2010 Cemetery Junction, que se sitúa en 1973.
- La versión de Quiet Riot apareció en el falso avance "Los gorditos: Pedo 2", incluido en la película Tropic Thunder (2008), en el filme Otis (2008), en Zooloco (2011). En 2012, se usó en el tráiler de la película de animación cuadro a cuadro en 3D, Piratas! Una loca aventura; así como en la película Rock of Ages, sonando en el inicio de los créditos finales.
- Se incluyó en un episodio de Beavis y Butt-Head (1993), y en otro de Malcolm el de en Medio (2006), Las chicas Gilmore (2006), Todo el mundo odia a Chris (2008).
- La versión de Quiet Riot también aparece en el popular videojuego Grand Theft Auto: Vice City de Rockstar North, que se lleva a cabo en 1986. También aparece en el videojuego NHL 2K8 de 2K Sports y en SingStar Amped de Sony. La canción está incluida en la banda sonora del videojuego de música Rock Revolution de Konami.
- La canción también aparece en los créditos del episodio "ahorrando" del programa de televisión chileno 31 minutos (únicamente en Chile, para su emisión internacional por Nickelodeon fue reemplazada por "Profeta y frenético" de Profetas y frenéticos).

### Falsos rumores
- Beat Crusaders, una banda japonesa de pop-rock, lanzó su álbum EPopMaking en 2007, que incluyó una canción llamada "Cum On Feel the Noise". Sin embargo, a pesar del título, no es una versión de la canción de Slade.
- A menudo se cree erróneamente que la canción ha sido interpretada por la banda estadounidense Twisted Sister.[20]